# 華光地產
華光地產有限公司，曾是華光海運旗下公司，是在1973年，由父親趙從衍批准兒子趙世曾創辦華光地產曾同時上市。八三年後世界性航運業急刻萎縮，華光航業陷入債務危機，趙從衍曾經拍賣自己三百多件古董珍藏，套現三億挽救華光，以及出售家族所持有的華光地產三成多權益，加上股價長期低迷。
趙世曾原與家族合持華光地產控制權，家族賣股，買方亞洲證券（亞證地產前身）要求一定要有控制權才肯買，趙世曾因此唯有割愛，將苦心經營的華光地產股權拱手相讓，同時私有化，1988年撤銷上市，並在1989年結業。